# 북회귀선

북회귀선

북회귀선(北回歸線, 문화어: 북쪽되돌이선; 영어: Tropic of Cancer)은 태양이 머리 위 천정을 지나는 가장 북쪽 지점을 잇는 위선이다.  매년 북반구의 여름 하지 때 태양이 머리 위를 지나며, 하지선(夏至線)이라고도 한다.
2011년을 기준으로, 북회귀선은 북위 23° 26′ 16″(23.4378°)을 지난다. 북회귀선의 위치는 고정되어 있지 않고, 지구 자전축 기울기의 변화에 따라 40,000년 주기로 2°가량 변한다. 현재는 1년에 약 15m씩 남쪽으로 움직이고 있다.

## 지리
본초 자오선에서 시작해서 동쪽 방향으로, 북회귀선은 다음 지역을 지난다.
| 좌표                                                     | 나라, 지역, 해역           | 주석 |
| -------------------------------------------------------- | -------------------------- | --- |
| 북위 23° 26′ 동경 0° 0′  / 북위 23.433° 동경 0.000°      | 알제리                     | |
| 북위 23° 26′ 동경 11° 51′  / 북위 23.433° 동경 11.850°   | 니제르                     | |
| 북위 23° 26′ 동경 12° 17′  / 북위 23.433° 동경 12.283°   | 리비아                     | 북회귀선은 차드의 가장 북쪽 지점과 맞닿아있다 북위 23° 26′ 동경 15° 59′  / 북위 23.433° 동경 15.983°              |
| 북위 23° 26′ 동경 25° 0′  / 북위 23.433° 동경 25.000°    | 이집트                     | |
| 북위 23° 26′ 동경 35° 30′  / 북위 23.433° 동경 35.500°   | 홍해                       | |
| 북위 23° 26′ 동경 38° 38′  / 북위 23.433° 동경 38.633°   | 사우디아라비아             | |
| 북위 23° 26′ 동경 52° 8′  / 북위 23.433° 동경 52.133°    | 아랍에미리트               | 아부다비 토후국을 지난다.                                                                                         |
| 북위 23° 26′ 동경 55° 24′  / 북위 23.433° 동경 55.400°   | 오만                       | |
| 북위 23° 26′ 동경 58° 46′  / 북위 23.433° 동경 58.767°   | 인도양                     | 아라비아해 |
| 북위 23° 26′ 동경 68° 23′  / 북위 23.433° 동경 68.383°   | 인도                       | 구자라트 주, 라자스탄 주, 마디아프라데시 주, 차티스가르 주, 자르칸드 주, 웨스트벵골 주                            |
| 북위 23° 26′ 동경 88° 47′  / 북위 23.433° 동경 88.783°   | 방글라데시                 | 쿨나주, 다카주, 치타공주                                                                                          |
| 북위 23° 26′ 동경 91° 14′  / 북위 23.433° 동경 91.233°   | 인도                       | 트리푸라 주 |
| 북위 23° 26′ 동경 91° 56′  / 북위 23.433° 동경 91.933°   | 방글라데시                 | 치타공주 |
| 북위 23° 26′ 동경 92° 19′  / 북위 23.433° 동경 92.317°   | 인도                       | 미조람 주 |
| 북위 23° 26′ 동경 93° 23′  / 북위 23.433° 동경 93.383°   | 미얀마                     | 친 주, 사가잉 구, 만달레이 구, 샨 주                                                                              |
| 북위 23° 26′ 동경 98° 54′  / 북위 23.433° 동경 98.900°   | 중국                       | 윈난성( 베트남 국경 7 km 북쪽을 지난다), 광시좡족 자치구, 광둥성                                                  |
| 북위 23° 26′ 동경 117° 8′  / 북위 23.433° 동경 117.133°  | 타이완 해협                | |
| 북위 23° 26′ 동경 120° 8′  / 북위 23.433° 동경 120.133°  | 중화민국 (대만)            | 자이 현, 자이 시, 자이 현, 난터우 현, 화롄 현                                                                     |
| 북위 23° 26′ 동경 121° 29′  / 북위 23.433° 동경 121.483° | 태평양                     | 미국 하와이주의 네커 섬 바로 남쪽을 지난다.                                                                       |
| 북위 23° 26′ 서경 110° 15′  / 북위 23.433° 서경 110.250° | 멕시코                     | 바하칼리포르니아수르주                                                                                            |
| 북위 23° 26′ 서경 109° 24′  / 북위 23.433° 서경 109.400° | 코르테스 해(캘리포니아 만) | |
| 북위 23° 26′ 서경 106° 35′  / 북위 23.433° 서경 106.583° | 멕시코                     | 시날로아주, 두랑고주, 사카테카스주, 산루이스포토시주, 누에보레온주, 타마울리파스주                                |
| 북위 23° 26′ 서경 97° 45′  / 북위 23.433° 서경 97.750°   | 멕시코만                   | |
| 북위 23° 26′ 서경 83° 0′  / 북위 23.433° 서경 83.000°    | 대서양                     | 플로리다 해협과 니콜라스 해협을 지난다. 바하마의 앵귈라 암초 남쪽을 지난다. 산타렌 해협을 지나 대양으로 연결된다. |
| 북위 23° 26′ 서경 76° 0′  / 북위 23.433° 서경 76.000°    | 바하마                     | 엑수마와 롱섬 |
| 북위 23° 26′ 서경 75° 10′  / 북위 23.433° 서경 75.167°   | 대서양                     | |
| 북위 23° 26′ 서경 15° 57′  / 북위 23.433° 서경 15.950°   | 서사하라                   | 모로코가 영유권을 주장한다.                                                                                       |
| 북위 23° 26′ 서경 12° 0′  / 북위 23.433° 서경 12.000°    | 모리타니                   | |
| 북위 23° 26′ 서경 6° 23′  / 북위 23.433° 서경 6.383°     | 말리                       | |
| 북위 23° 26′ 서경 2° 23′  / 북위 23.433° 서경 2.383°     | 알제리                     | |

## 같이 보기
- 남회귀선
- 북극권
- 남극권
- 적도